# Álibi
Álibi è  album in studio della cantante brasiliana Maria Bethânia, pubblicato nel 1978. Il titolo è stato ispirato dalla canzone omonima del cantante brasiliano Djavan.
L'album raccoglie grandi successi ed è stato considerato uno dei migliori album della carriera della cantante. È stato il primo album di un cantante brasiliano che ha superato il milione di copie vendute.

## Tracce
1. Diamante Verdadeiro (Caetano Veloso)
2. Álibi (Djavan)
3. O Meu Amor (con Alcione)	(Chico Buarque)
4. A Voz de Uma Pessoa Vitoriosa (Waly Salomão / Caetano Veloso)
5. Ronda 	(Paulo Vanzolini) 2:05
6. Negue (feat. (con Alcione) Adelino Moreira / Enzo de Almeida Passos )
7. Explode Coração  (Gonzaguinha) 	2:06
8. De Todas as Maneiras Chico Buarque 	1:53
9. Cálice  (Gilberto Gil / Chico Buarque)
10. Interior Rosinha de Valença 	2:40

## Musicisti
- Jamil Joanes - arrangiamenti
- Jamil Joanes, Luizão e Moacyr Albuquerque - Basso
- Rosinha de Valença - Cavaquinho e Chitarra classica